# Centruroides baldazoi
Espèce
Centruroides baldazoi est une espèce de scorpions de la famille des Buthidae.

## Distribution
Cette espèce est endémique du Sinaloa au Mexique. Elle se rencontre vers San Ignacio.

## Description
Le mâle holotype mesure 48,72 mm, les mâles mesurent de 41,2 à 54,5 mm et les femelles de 40,25 à 48,45 mm.

## Systématique et taxinomie
Cette espèce a été décrite par Ponce-Saavedra, Linares-Guillén et Quijano-Ravell en 2022.

## Étymologie
Cette espèce est nommée en l'honneur de José Guadalupe Baldazo Monsiváis.

## Publication originale
- Ponce-Saavedra, Linares-Guillén & Quijano-Ravell, 2022 : « Una nueva especie de alacrán del género Centruroides Marx (Scorpiones: Buthidae) de la costa Noroeste de México. » Acta Zoologica Mexicana, (NS), vol. 38, no 1, p. 1-24 (texte intégral).